# Pleuraphodius tectoformibus
Pleuraphodius tectoformibus är en skalbaggsart som beskrevs av Schmidt 1909. Pleuraphodius tectoformibus ingår i släktet Pleuraphodius och familjen Aphodiidae. Inga underarter finns listade i Catalogue of Life.